# Longitarsus atricillus
Longitarsus atricillus är en skalbaggsart som först beskrevs av Carl von Linné 1761.  Longitarsus atricillus ingår i släktet Longitarsus, och familjen bladbaggar. Arten är reproducerande i Sverige.